# 矢野亮
矢野 亮（やの りょう、1910年（明治43年）3月6日 - 1986年（昭和61年）7月24日）は昭和期の作詞家。本名三上好雄。

## 経歴
茨城県下館市出身。明治大学商学部卒業。
キングレコードのディレクターから作詞家になった。小畑実「星影の小径」、津村謙・吉岡妙子「あなたと共に」、若原一郎「おーい中村君」、三橋美智也「リンゴ村から」、「夕焼けとんび」など多くの曲を作詞した。
他のペンネームには、哥川欣也、鈴木尭、三上好生、三上好雄がある。

## 代表曲
- 『港に赤い灯がともる』（昭和22年6月）［八洲秀章作曲、歌：岡晴夫］
- 『星影の小径』（昭和25年4月）［利根一郎作曲、歌：小畑実］
- 『山の端に月が出る頃』（昭和26年6月）［利根一郎作曲、歌：小畑実］
- 『待ちましょう』（昭和28年10月）［渡久地政信作曲、歌：津村謙］
- 『真室川ブギ』（昭和29年2月）［山形県民謡、歌：林伊佐緒］
- 『あなたと共に』（昭和29年11月）［吉田矢健治作曲、歌：津村謙、吉岡妙子］
- 『喫茶店の片隅で』（昭和30年4月）［中野忠晴作曲、歌：松島詩子］
- 『島の船唄』（昭和30年11月）［渡久地政信作曲、歌：三橋美智也］
- 『リンゴ村から』（昭和31年5月）［林伊佐緒作曲、歌：三橋美智也］
- 『お花ちゃん』（昭和31年10月）［吉田矢健治・小町昭作曲、歌：三橋美智也、斉藤京子］
- 『流れのジプシー娘』（昭和31年12月）［飯田三郎作曲、歌：大津美子］
- 『あン時ゃどしゃ降り』（昭和32年9月）［佐伯としを作曲、歌：春日八郎］
- 『夕焼けとんび』（昭和33年3月）［吉田矢健治作曲、歌：三橋美智也］
- 『おーい中村君』（昭和33年8月）［中野忠晴作曲、歌：若原一郎］
- 『海猫の啼く波止場』（昭和33年11月）［林伊佐緒作曲、歌：春日八郎］
- 『アイヨ何だい三郎君』（昭和34年3月）［中野忠晴作曲、歌：若原一郎］
- 『あれから十年たったかなァ』（昭和34年3月）［春日八郎作曲、歌：春日八郎］
- 『唐獅子牡丹』（昭和41年1月）［水城一狼作詞・作曲、歌：高倉健］
- 『泣きむし流し唄』（昭和49年）［林伊佐緒作曲、歌：春日八郎］
- 『弘前の女/柳川の女』（昭和51年）［三橋美智也・細川潤一作曲、歌：三橋美智也］
- 『瞼の中に故里が』（昭和53年）［徳久広司作曲、歌：三橋美智也］
- 『恋の風紋』（昭和53年）［山口俊郎作曲、歌：三橋美智也］
- 『瞼を合せて/津軽三号ひとり旅』（昭和56年）［白石十四男作曲、歌：春日八郎］
- 『津軽涙唄』（昭和57年）［船村徹作曲、歌：三橋美智也］
- 『流しギターの独り言』（昭和57年）［作曲・歌：三橋美智也］